# Dni wiatru
Dni wiatru – drugi album zespołu Ścianka z 2001 roku, wydany nakładem wytwórni Sissy Records.
Płytę nagrał zespół w składzie: Maciej Cieślak, Jacek Lachowicz, Arkady Kowalczyk i Andrzej Koczan.

## Historia płyty
Większość utworów które znalazły się na płycie powstała dużo wcześniej i była prezentowana publiczności w pierwotnych wersjach na koncertach Ścianki. Tytułowe „Dni wiatru”, „Czarny autobus” i „Spychacz” powstały na przełomie 1994 i 1995 roku, „Piotrek” latem 1995, a „***” w 1996.
Ten ostatni utwór (jego tytuł zazwyczaj czytany jako „Trzy gwiazdki”) został nagrany w pierwotnym składzie grupy, z basistą Wojciechem Michałowskim. Utwór na płycie znalazł się w wersji nagranej na kasetę z dwóch mikrofonów w 1996 roku. Ponieważ zespół nie był zadowolony z nowych nagrań, postanowił zostać przy niej; do pierwotnej ścieżki dograno, również na dwa mikrofony, szum rozmów z sopockiego klubu Siouxie, z którego wyłania się kompozycja. Na czas nagrania wyłączono muzykę w klubie, ale przez chwilę (około 20. sekundy utworu) słychać początek utworu Becka „Devil’s Haircut”.
Szczególne zainteresowanie budziła geneza utworu „Piotrek", jednego z najbardziej eksperymentalnych dokonań grupy. W wywiadach Maciej Cieślak opowiadał skąd pomysł na taką formę i tekst utworu:

Ten motyw muzyczny, który się ciągnie przez cały utwór powstał jeszcze przed Ścianką. Pamiętam, kiedy go wymyśliłem – szedłem na imprezę do Gdańska, dochodziłem do przejścia przez główną ulicę Sopotu w drodze do przystanku kolejki, było późno, na przejściu dla pieszych mrugało pomarańczowe światło. Kiedy wchodziłem na pasy, w głowie pojawił mi się kroczący dźwięk basu ze stopą, ciemność i okrucieństwo, a nad nim zwodniczo słodka fraza gitary hawajskiej. Wiedziałem, że na tle powtarzanej frazy powinien być mówiony tekst. Napisałem jeden, ale był tak nadęty, że wstydziłem się go czytać. Jakiś czas później wieczorem przy stoliku w pokoju złapałem koniec tej właściwej nitki i tekst został złowiony. Wtedy czułem że to coś w rodzaju mojego credo, nigdy wcześniej nie udało mi się opisać tego stanu, kiedy wyczuwasz pod rzeczywistością fizyczną zakamarki, tajemnicze znaczenia i żyjesz nimi bardziej niż powierzchnią. Kiedy nagrywaliśmy Dni wiatru, kilka osób namawiało mnie, żeby przerwać opowiadanie przed ostatnią częścią, zawiesić zamiast wyjaśniać do końca. Dla mnie ta ostatnia część, gdzie rzeczywistość transformuje, wykręca się na drugą stronę była najważniejsza, bo historii o przeczuciach trochę jest, ale rzadko się zdarza, żeby autor miał pomysł, jak ten świat po drugiej stronie miałby wyglądać. Nagrałem tekst czytając bez maniery, ale brzmiało jakoś nieprzekonująco, więc użyłem głosu który kojarzył mi się z bohaterem historii. Wadę wymowy zapożyczyłem od kolegi z podwórka. Później czułem, że to lekka ściema, że powinienem czytać własnym głosem, że za dużo tu kreacji. I trochę z tej przyczyny a trochę dla zabawy nabieraliśmy dziennikarzy. Myślę, że nikt z tego powodu poważnie nie ucierpiał.

Utwory na płycie zostały nagrane właściwie bez udziału elektroniki, eksperymenty brzmieniowe oparto na sprzęcie analogowym. Brzmienie pianina w „Oceans Fall Down” zmodyfikowano przez wbicie pinezek w młoteczki instrumentu, beat w tym utworze powstał z dźwięku oddechu na syntezatorze przy użyciu kamery pogłosowej. Sampler odtwarzający głos zapętlony wykorzystano przy nagrywaniu utworów „Spychacz", „Piotrek” i „Czarny autobus”. Przy nagraniu tego ostatniego wykorzystano dwie gitary basowe firmy Defil naraz.
Jako dodatek multimedialny na płycie znajduje się teledysk do niewydanego dotąd oficjalnie (nagranego na demo Robaki) utworu "Czarne anioły" w reżyserii Wojciecha Hoffmanna.

## Twórcy
Zespół Ścianka w składzie:
- Maciej Cieślak
- Jacek Lachowicz
- Arkady Kowalczyk
- Andrzej Koczan

oraz:
- Marek Rogulus Rogulski i Glennskii (puzony)
- Justyna Kuszewska – zapowiedź kolejowa, śmiech w "Spychaczu"
- Produkcja: Ścianka i Wojciech Wesołowski
- Mastering: Michał Czerw.

## Spis utworów
1. „Dni wiatru” – 9:08
2. „Latający pies” – 3:07
3. „Piotrek” – 11:04
4. „19 XI” – 7:28
5. „Spychacz” – 7:19
6. „The Iris Sleeps Under The Snow” – 3:44
7. „Czarny autobus” – 11:49
8. „***” – 11:42
9. „Oceans fall down” – 4:04
10. „Czarne anioły” (multimedia track)

## Single
Płytę promowała EP …only your bus doesn’t stop here EP. Opakowanie Dni wiatru zawiera puste miejsce, przeznaczone na tę właśnie płytę.

## Recenzje
Rafał Księżyk w „Antenie Krzyku” określił płytę jako „heroiczny wręcz bastion sztuki”, „album absolutnie niezorientowany na ułatwianie czegokolwiek słuchaczowi, zainteresowany jedynie jak najpełniejszym wyrażeniem indywidualnej, szalonej wizji zespołu”. Na łamach Machiny ten sam autor określił Dni wiatru jako „najbardziej bezkompromisowy album wydany przez polski koncern”, przyrównując jej brzmienie do Velvet Underground, Sonic Youth, Einstürzende Neubauten i Nurse With Wound. Robert Leszczyński w „Gazecie Wyborczej” pisał, że „zespół operuje pastelowymi klimatami, gdzieś pomiędzy ostatnią płytą Radiohead i pierwszymi płytami Pink Floyd. Jest tu sporo muzyki instrumentalnej, ale pozbawionej zbędnej wirtuozerii. Najprostszymi środkami wyczarowywane są bardzo poetyckie, rozmarzone nastroje albo klimat depresji nerwowości. Do tego dochodzą piękne, bardzo poetyckie teksty śpiewane, szeptane lub opowiadane jak w najlepszym chyba, prócz wspomnianego «The Iris Sleeps Under The Snow», utworze «Piotrek», będącym zapisem jakiegoś dziecięcego, czy może narkotycznego bełkotu”. Portal muzyczny Porcys umieścił płytę na pierwszym miejscu 100 najlepszych polskich płyt pierwszej dekady XXI wieku.